# Loïc Merel

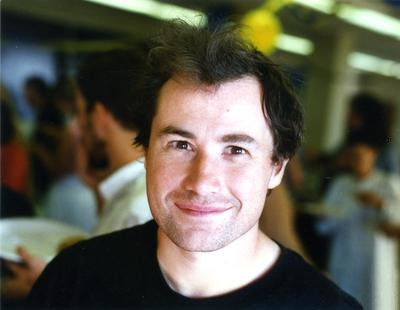
Loïc Merel (1995)

Loïc Merel (* 13. August 1965 in Carhaix-Plouguer in der Bretagne) ist ein französischer Mathematiker, der sich mit Modulformen und Zahlentheorie beschäftigt.
Merel studierte ab 1986 an der École normale supérieure promovierte 1993 an der Universität Pierre und Marie Curie (Univ. Paris VI) bei Joseph Oesterlé über modulare Symbole (Quelques aspects arithmétiques et géométriques de la théorie des symboles modulaires), wobei er Ideen von Yuri Manin und Barry Mazur aufgriff. Vorher leistete er ein Jahr „Militärdienst“ an der École polytechnique. Danach forschte er für das CNRS an der Universität Paris VI. 1995 bis 1997 war er „Miller Professor“ an der University of California, Berkeley. Er ist Professor an der Universität Paris VII (Univ. Paris-Diderot) und am Institut de Mathematiques de Jussieu.
Merel befasste sich unter anderem mit der Arithmetik elliptischer Kurven und bewies 1996 in seiner Habilitation einen Satz über die gleichmäßige Beschränktheit der Ordnung der Torsionsgruppe elliptischer Kurven über Zahlkörpern. Er löste damit ein seit mehr als dreißig Jahren offenes Problem. Schranken für die Ordnung der Torsionsgruppe waren vorher nur für spezielle Zahlkörper bekannt (zum Beispiel für rationale Zahlkörper durch die Arbeit von Mazur 1977). Merel konnte eine durch den Grad des Zahlkörpers gegebene Schranke angeben.
1995 erhielt er die Bronze-Medaille der CNRS. Er erhielt den Saintour-Preis (1994) und den Peccot-Preis (1995) des Collège de France. 1996 erhielt er den EMS-Preis auf dem Europäischen Mathematikerkongress (ECM) in Bukarest. 1997 erhielt er den US-amerikanischen Blumenthal-Preis. 1998 war er Invited Speaker auf dem Internationalen Mathematikerkongress in Berlin (Points rationnels et Séries de Dirichlet).